# Шума (филм из 2016)
Шума (енгл. The Forest) је амерички хорор филм из 2016. године, у режији Џејсона Заде, по сценарију Бен Кетаија, Саре Корнвел и Ника Антоске. Главне улоге глуме Натали Дормер и Тејлор Кини, а прати младу жену која одлази у Aокигахару како би пронашла своју сестру.
Снимање је почело 17. маја 2015. године у Токију. Пошто Влада Јапана не дозвољава снимање у шуми Aокигахара, руководство филма је изабрало шуму у близини планине Тара у Србији која личи на ону јапанску у којој је радња смештена. Лоше време у Србији је задало муке продукцији филма, а многе сцене су снимане у некадашњем складишту.
Приказан је 8. јануара 2016. године. Добио је негативне рецензије критичара, али остварио комерцијални успех зарадивши 37,6 милиона долара у односу на буџет од 10 милиона долара.

## Радња
Млада жена (Натали Дормер) тражи своју сестру близнакињу у чувеној јапанској шуми испод планине Фуџи, где изгубљене душе одлазе да изврше самоубиство. Уз помоћ америчког водича (Тејлор Кини), улази у само срце тајанствене шуме.

## Улоге
| Глумац         | Улога      |
| -------------- | ---------- |
| Натали Дормер  | Сара Прајс |
| Натали Дормер  | Џес Прајс  |
| Тејлор Кини    | Ејден      |
| Овен Макен     | Роб        |
| Стефани Воукт  | Валери     |
| Јукијоши Озава | Мичи       |
| Рина Такасаки  | Хошико     |
| Норико Сакура  | Мајуми     |
| Јухо Јамашита  | Сакура     |
| Акико Ивасе    | професорка |